# Cwm
Cwm és una localitat situada al comtat de Blaenau Gwent, a Gal·les, amb una població estimada a mitjan 2016 de 2.760 habitants. Està situada al sud de Gal·les, a poca distància a nord de Cardiff i del canal de Bristol.